# Ecru (Mississippi)
Ecru é uma cidade  localizada no estado americano de Mississippi, no Condado de Pontotoc.

## Demografia
Segundo o censo americano de 2000, a sua população era de 947 habitantes.
Em 2006, foi estimada uma população de 1042, um aumento de 95 (10.0%).

## Geografia
De acordo com o United States Census Bureau tem uma área de
10,6 km², dos quais 10,6 km² cobertos por terra e 0,0 km² cobertos por água.

## Localidades na vizinhança
O diagrama seguinte representa as localidades num raio de 20 km ao redor de Ecru.